# Bollerups stallar

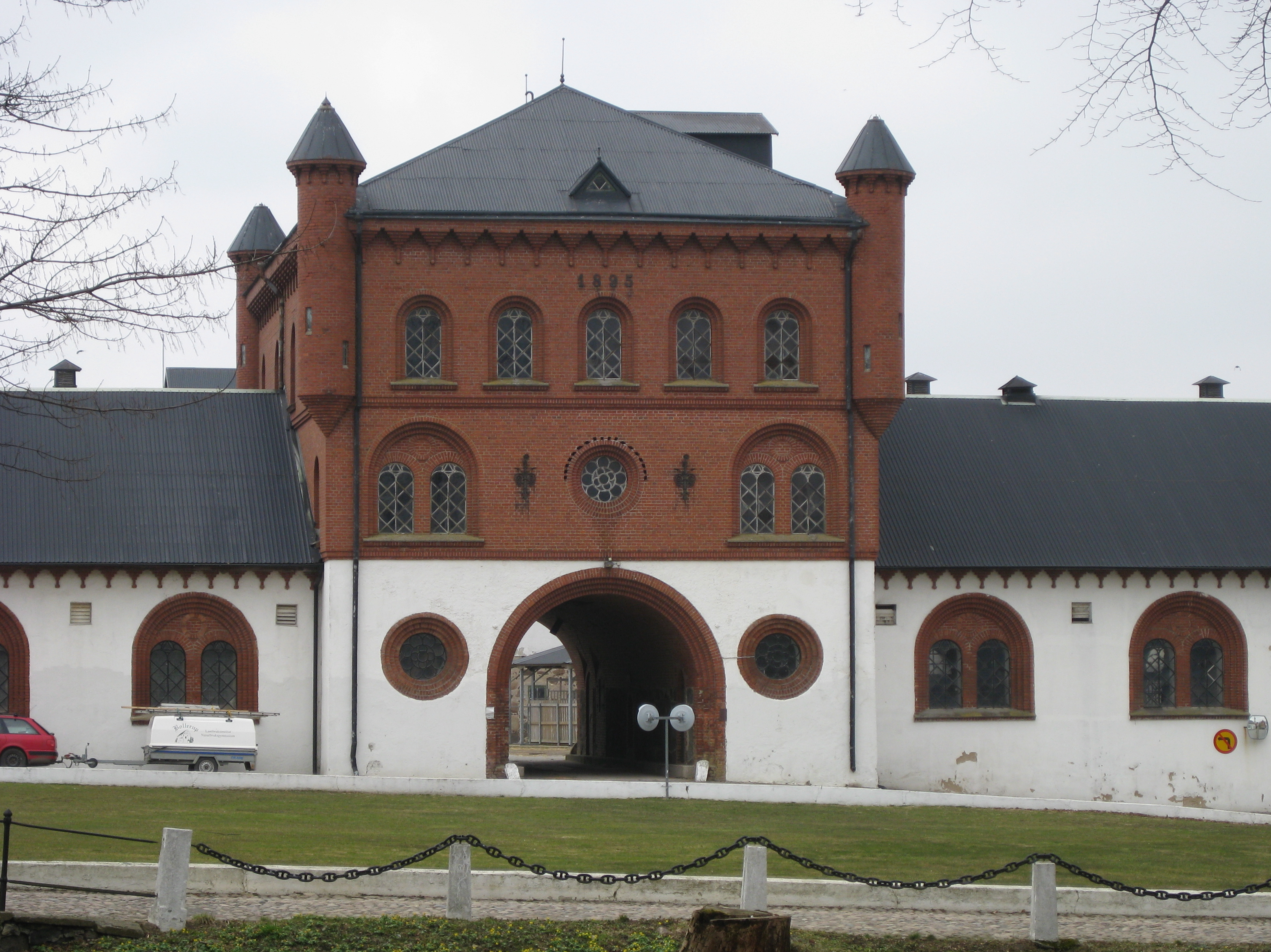
Bollerups stallar

Bollerups stallar ligger i Bollerups by i Tomelilla kommun vid Bollerups borg. Stallet är en del av det naturbruksgymnasium som ligger i Bollerups by.

## Byggnadshistorik
Under 1700-talet byggdes många hus och stallar i Bollerups by. På grund av modernisering och nya idéer, både inom lantbruket och i hemmen, har många byggnader rivits ner och i vissa fall byggts upp igen under årens lopp fram tills nu. Dock finns det stallar och hus som idag är K-märkta och andra hus som bevarats. Dessa har därför endast moderniserats och renoverats efter syfte invändigt. 

### Mejeriet
År 1880 byggdes Bollerups gårdsmejeri där de endast ägnade sig åt smörtillverkning. Cirka 30 år senare utökades mejeriet till att även tillverka ost. Den separerade mjölken blev viktig för kalvar och svin då den användes som ett värdefullt foderämne. Detta gjorde att uppfödningen av svin och kalvar ökade något. Lönsamheten för mejeriet var dock inte så stor. I januari 1912 var det stor diskussion om man skulle lägga ner mejeriet helt och hållet. Man kom överens om att man istället enbart skulle ägna sig åt osttillverkning då smörtillverkningen inte var lika lönsam. Omkring 1927 krävdes det en ombyggnad och nya maskiner. Detta ansågs vara för dyrt, så istället valde man att lägga ner Bollerups mejeriproduktion.  
Efter detta har stallet används som svinsuggstall. 1982 byggdes det om till häststall som det är än idag. Dock kvarstår fortfarande namnet Mejeriet. 

### Gamla kostallet
Från 1770-talet och framåt har det periodvis byggts ihop byggnader som slutligen har bildat en rektangel med en innergård. Tillsammans är dessa byggnader de mest utmärkande och största på Bollerup. 1894 byggdes den del som idag kallas för Gamla ko. Namnet kommer från att stallet ursprungligen byggdes för kor. I ena delen av stallet fanns det plats för ca 200 uppbundna mjölkkor. År 2000 byggde man om denna del till ett häststall som idag rymmer ca 50 boxar. Den andra delen som byggdes 1894 var endast till för kalvar och ungdjur. Idag har det byggts om till verkstad och en springgång till veterinärkliniken.  

### Rid och körstallen
1989 byggdes först häststallet som redan från början byggdes till att vara ett häststall. Det kallas skolstallet och har plats till 21 hästar och två spolspiltor. Samtidigt byggdes även ett sammanhängande ridhus till stallet. Därefter fram tills idag, 2014, har det byggts ytterligare ett stall, tre ridhus, samt fyra lösdrifter rumt omkring. Alla dessa är i bruk i skolverksamheten idag. Det andra stallet som byggdes, kallas körstallet och har plats till 16 hästar. Vid byggnaden av körstallet lades det mycket fokus på ventilation. Därför utmärker det sig från de andra häststallarna på Bollerup då det finns luckor i taket som går att öppna och stänga. Innan 1989 bestod området endast av betesmarker. 

### De moderna kostallarna

#### Det äldre
1998 byggdes det ett lösdriftstall för 120 mjölkkor. Det utmärkande för detta stall när det byggdes var att det innehöll två mjölkningsrobotar. Under denna tid hade Bollerup två av de sju första mjölkningsrobotarna i Sverige. Byggnaden av detta stall beräknas ha kostat 5,2 miljoner kronor varav 2 miljoner för robotarna. Att gå från konventionell mjölkning till robotmjölkning var en stor omställning för både djur och personal. 

#### Det nya
I slutet av januari 2014 invigdes ett nytt mjölkkostall på Bollerup bredvid det gamla. Stallet har en yta på 2000 kvadratmeter med 126 liggbås samt en omsorgsavdelning till djur som behöver extra omsorg. Korna går på lösdrift och får själva bestämma när de ska mjölkas i den automatiska mjölkroboten. I stallet finns det även utrymme för undervisning av konventionell mjölkning. Totalt har stallet kostat mellan 15 och 16 miljoner kronor att bygga. 